# کیتی بولتر
کیتی شارلوت بولتر (زاده ۱ اوت ۱۹۹۶) یک تنیس باز انگلیسی و شماره یک زن بریتانیایی است. بولتر، از وودهاوس اوس، لسترشایر، هفت عنوان انفرادی و چهار عنوان دونفره را در پیست زنان ITF به دست آورده است. در 11 سپتامبر 2023، او به بهترین رنکینگ تک نفره خود در رتبه 50 جهان رسید.